# 利泰尔 (芒什省)
利泰尔（法語：Lithaire，法語發音：[litɛʁ]）是法国芒什省的一个旧市镇，属于库唐斯区。2016年，利泰尔与临近的3个市镇合并为新市镇蒙瑟内勒，利泰尔为新市镇行政中心。

## 地理
利泰尔（49°18'0"N, 1°29'1"W）面积14.21 平方千米，位于法国诺曼底大区芒什省，该省份为法国西北部沿海省份，西、北、东北三面环大西洋，东起顺时针与卡爾瓦多斯省、奧恩省、马耶讷省和伊勒-维莱讷省接壤。
与利泰尔接壤的市镇（或旧市镇、城区）包括：瓦朗格贝克、韦利。

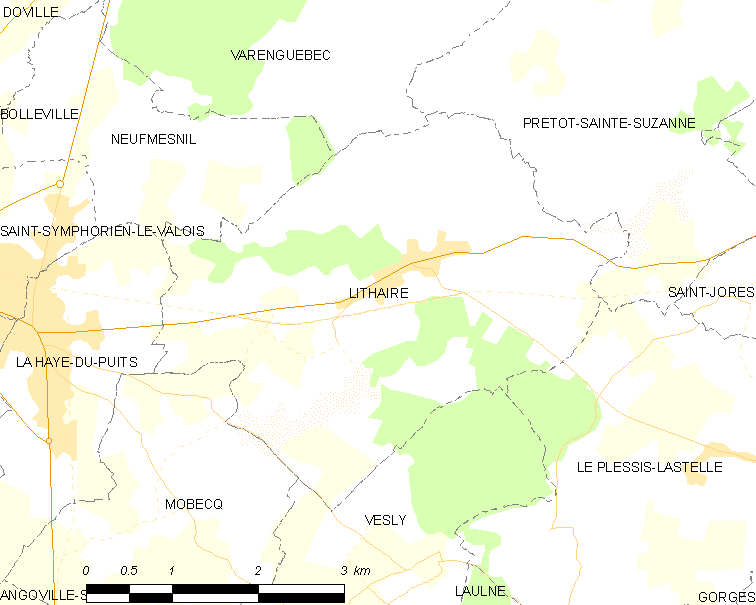
的OSM定位图

利泰尔的时区为UTC+01:00、UTC+02:00（夏令时）。

## 行政
利泰尔的邮政编码为50250，INSEE市镇编码为50273。

## 政治
利泰尔所属的省级选区为克雷昂斯县。

## 人口

1962-2008年间人口变化图示

利泰尔于2018年1月1日时的人口数量为575人。